# Deportes ecuestres en los Juegos Paralímpicos
Los deportes ecuestres adaptados fueron incluidos en los Juegos Paralímpicos de Verano desde la séptima edición que se celebró en las ciudades de Nueva York (Estados Unidos) y Stoke Mandeville (Reino Unido) en 1984, pero no fue hasta Atlanta 1996 que se ha realizado consecutivamente.

## Ediciones
| N.º  | Año  | Sede                        | País                       |
| ---- | ---- | --------------------------- | -------------------------- |
| I    | 1984 | Nueva York Stoke Mandeville | Estados Unidos Reino Unido |
| II   | 1996 | Atlanta                     | Estados Unidos             |
| III  | 2000 | Sídney                      | Australia                  |
| IV   | 2004 | Atenas                      | Grecia                     |
| V    | 2008 | Pekín                       | China                      |
| VI   | 2012 | Londres                     | Reino Unido                |
| VII  | 2016 | Río de Janeiro              | Brasil                     |
| VIII | 2020 | Tokio                       | Japón                      |
| IX   | 2024 | París                       | Francia                    |

## Medallero histórico
- Actualizado hasta París 2024.[2]

| Núm. | País                 | Oro | Plata | Bronce | Total |
| ---- | -------------------- | --- | ----- | ------ | ----- |
| 1    | Reino Unido (GBR)    | 34  | 21    | 16     | 71    |
| 2    | Estados Unidos (USA) | 14  | 9     | 4      | 27    |
| 3    | Dinamarca (DEN)      | 7   | 9     | 10     | 26    |
| 4    | Bélgica (BEL)        | 7   | 2     | 3      | 12    |
| 5    | Alemania (GER)       | 6   | 14    | 10     | 30    |
| 6    | Países Bajos (NED)   | 6   | 11    | 12     | 29    |
| 7    | Noruega (NOR)        | 5   | 9     | 6      | 20    |
| 8    | Suecia (SWE)         | 4   | 1     | 4      | 9     |
| 9    | Australia (AUS)      | 3   | 1     | 5      | 9     |
| 10   | Austria (AUT)        | 2   | 3     | 1      | 6     |
| 11   | Letonia (LAT)        | 2   | 2     | 0      | 4     |
| 11   | Sudáfrica (RSA)      | 2   | 2     | 0      | 4     |
| 13   | Canadá (CAN)         | 1   | 3     | 6      | 10    |
| 14   | Nueva Zelanda (NZL)  | 1   | 1     | 0      | 2     |
| 15   | Brasil (BRA)         | 0   | 1     | 4      | 5     |
| 16   | Irlanda (IRL)        | 0   | 1     | 3      | 4     |
| 16   | Italia (ITA)         | 0   | 1     | 3      | 4     |
| 16   | Singapur (SGP)       | 0   | 1     | 3      | 4     |
| 19   | Finlandia (FIN)      | 0   | 1     | 1      | 2     |
| 19   | Francia (FRA)        | 0   | 1     | 1      | 2     |
|      | TOTAL                | 94  | 94    | 92     | 280   |